# Stamboom Henriëtte van Nassau-Weilburg
| Stamboom Henriëtte van Nassau-Weilburg (1780-1857) | Stamboom Henriëtte van Nassau-Weilburg (1780-1857)                                                              | Stamboom Henriëtte van Nassau-Weilburg (1780-1857)                                                                                            | Stamboom Henriëtte van Nassau-Weilburg (1780-1857)                                                   | Stamboom Henriëtte van Nassau-Weilburg (1780-1857)                                                                    | Stamboom Henriëtte van Nassau-Weilburg (1780-1857)                                             |                                                                              |
| -------------------------------------------------- | --- | --- | --- | --- | ---------------------------------------------------------------------------------------------- | ---------------------------------------------------------------------------- |
| Grootouders                                        | Karel August van Nassau-Weilburg (1685-1753) x 1723 Augusta Frederika van Nassau-Idstein (1699-1750)            | Karel August van Nassau-Weilburg (1685-1753) x 1723 Augusta Frederika van Nassau-Idstein (1699-1750)                                          | Karel August van Nassau-Weilburg (1685-1753) x 1723 Augusta Frederika van Nassau-Idstein (1699-1750) | Willem IV van Oranje-Nassau (1711-1751) x 1734 Anna van Hannover (1709-1759)                                          | Willem IV van Oranje-Nassau (1711-1751) x 1734 Anna van Hannover (1709-1759)                   | Willem IV van Oranje-Nassau (1711-1751) x 1734 Anna van Hannover (1709-1759) |
| Ouders                                             | Karel Christiaan van Nassau-Weilburg (1735-1788) x 1760 Carolina van Oranje-Nassau (1743-1787)                  | Karel Christiaan van Nassau-Weilburg (1735-1788) x 1760 Carolina van Oranje-Nassau (1743-1787)                                                | Karel Christiaan van Nassau-Weilburg (1735-1788) x 1760 Carolina van Oranje-Nassau (1743-1787)       | Karel Christiaan van Nassau-Weilburg (1735-1788) x 1760 Carolina van Oranje-Nassau (1743-1787)                        | Karel Christiaan van Nassau-Weilburg (1735-1788) x 1760 Carolina van Oranje-Nassau (1743-1787) |                                                                              |
| Henriëtte van Nassau-Weilburg (1780-1857)          | | | | |                                                                                                |                                                                              |
| Gehuwd met                                         | x 1797 Lodewijk van Württemberg (1756-1817)                                                                     | x 1797 Lodewijk van Württemberg (1756-1817)                                                                                                   | x 1797 Lodewijk van Württemberg (1756-1817)                                                          | x 1797 Lodewijk van Württemberg (1756-1817)                                                                           | x 1797 Lodewijk van Württemberg (1756-1817)                                                    |                                                                              |
| Kinderen                                           | Maria Dorothea (1797-1855) x 1819 Jozef van Oostenrijk (1776-1847)                                              | Amelie (1799-1848) x 1817 Jozef van Saksen-Altenburg (1789-1868)                                                                              | Pauline (1800-1873) x 1820 Willem I van Württemberg (1781-1864)                                      | Elisabeth Alexandrine (1802-1864) x 1830 Willem van Baden (1792-1859)                                                 | Alexander (1804-1885) x 1835 Claudine Rhédey van Kis-Rhéde (1812-1841)                         |                                                                              |
| Kleinkinderen                                      | Francisca (1820–1820) Alexander (1825-1837) Elisabeth (1831-1903) Jozef (1833-1905) Marie Henriëtte (1836-1902) | Marie (1818-1907) Pauline Frederika Henriëtte (1819-1825) Theresia (1823-1915) Elisabeth (1826-1896) Alexandra (1830-1911) Louise (1832-1833) | Catharina (1821-1898) Karel I (1823-1891) Augusta (1826-1898)                                        | Wilhelmine Pauline Henriëtte Amalie Luise (1833-1834) Sophie (1834-1904) Elisabeth (1835-1891) Leopoldine (1837-1903) | Claudine (1836-1894) Frans (1837-1900) Amalie (1838-1893)                                      |                                                                              |